# 3487 Edgeworth
3487 Edgeworth è un asteroide della fascia principale. Scoperto nel 1978, presenta un'orbita caratterizzata da un semiasse maggiore pari a 2,6075519 UA e da un'eccentricità di 0,1720866, inclinata di 12,43979° rispetto all'eclittica.
L'asteroide è dedicato all'astronomo irlandese Kenneth Edgeworth.